# Banastás
Banastás è un comune spagnolo di 188 abitanti situato nella comunità autonoma dell'Aragona.

Fa parte della comarca della Hoya de Huesca.